# Армия мертвецов (франшиза)
«Армия мертвецов» (англ. Army of the Dead) — американская медиафраншиза, состоящая из нескольких фильмов ужасов про зомби.
Первый фильм франшизы, «Рассвет мертвецов», вышедший в 2004 году, является ремейком одноимённого фильма 1978 года. Последующие фильмы («Армия мертвецов» и «Армия воров») являются косвенными продолжениями фильма 2004 года.
Кроме уже вышедших трёх фильмов в разработке находится четвёртый фильм («Планета мертвецов») и телесериал в стиле аниме под названием «Армия мертвецов: Потерянный Лас-Вегас».
Все фильмы, кроме «Рассвета мертвецов», выходили эксклюзивно на стриминговом сервисе Netflix после того, как последний выкупил права на франшизу у компаний Universal Pictures и Warner Bros. Pictures.

## Фильмы
| Фильм             | Дата выхода     | Режиссёр           | Сценарист                              | Продюсер                                                                |
| ----------------- | --------------- | ------------------ | -------------------------------------- | ----------------------------------------------------------------------- |
| Армия мертвецов   | 21 мая 2021     | Зак Снайдер        | Зак Снайдер, Шэй Хаттен, Джоби Гарольд | Зак Снайдер, Уэсли Коллер, Дебора Снайдер                               |
| Армия воров       | 29 октября 2021 | Маттиас Швайгхёфер | Шэй Хаттен                             | Зак Снайдер, Уэсли Коллер, Дебора Снайдер, Дэн Мааг, Маттиас Швайгхёфер |
| Планета мертвецов | TBA             | Зак Снайдер        | Зак Снайдер, Шэй Хаттен                | Зак Снайдер, Уэсли Коллер, Дебора Снайдер                               |

### «Армия мертвецов»(2021)
Военный конвой перевозит таинственный объект из Зоны 51. Но внезапно происходит автокатастрофа, из-за которой объект, суперсильный зомби, сбегает и заражает нескольких людей вирусом. В скором времени весь Лас-Вегас оказывается заражён. Правительство США решает нанести тактический ядерный авиаудар по городу, чтобы не дать вирусу распространиться по всей стране.
В это же время богатый владелец казино нанимает небольшую группу наёмников, задача которых — незаметно проникнуть в город и вытащить оттуда крупную сумму денег, находящуюся в хранилище. Взамен наёмники получат процент от награбленного.
В качестве пасхалки, которая доказывает, что события «Армии мертвецов» и «Рассвета мертвецов» происходят в одной вселенной, используется газетная вырезка, в которой упоминаются события «Рассвета».

### «Армия воров»(2021)
В центре сюжета находится Людвиг Дитер, один из героев предыдущего фильма, и ещё несколько человек, которые пытаются выжить в первые дни зомби-апокалипсиса.
В сентябре 2020 года Netflix объявил о планах по расширению франшизы «Армии мертвецов». Было объявлено, что в разработке находится фильм-приквел под рабочим названием «Армия мертвецов: Приквел». Режиссёром фильма был назначен Маттиас Швайгхёфер, один из актёров предыдущего фильма. В фильме раскрывается, как именно Дитер научился вскрывать замки. Изначально планировалось, что зомби в «Армии воров» не будет, однако Дебора Снайдер, продюсер предыдущего фильма, подтвердила, что зомби появятся в приквеле.
«Армия воров» вышла на Netflix 29 октября 2021 года.

### «Планета мертвецов»(TBA)
В мае 2021 года Зак Снайдер объявил, что у него с Шэем Хаттеном есть сценарий для продолжения фильма. Режиссёр уточнил, что если проект получит зелёный свет, то сюжет будет включать события, показанные в конце «Армии мертвецов». Также, Снайдер подтвердил, что в фильме будут присутствовать пасхалки, которые помогут развить мир «Армии мертвецов» и с помощью которых можно будет создать сиквелы. Сам Снайдер описал фильм как «безумный».
В октябре 2021 года сиквел получил официальное название — «Планета мертвецов». Также, Снайдер подтвердил, что Людвиг Дитер вернётся в новом фильме, несмотря на то, что он погиб в конце «Армии мертвецов». Снайдер намекнул, что очень важную роль в сюжете будущего фильма будет играть временная петля.

### Будущее
В октябре 2021 года Зак Снайдер и Маттиас Швайгхёфер заявили, что команда персонажей из «Армии воров» вернётся во франшизу. Также, Снайдер объявил, что планируется продолжение «Планеты мертвецов» и дополнительные спин-оффы. Чуть позже Снайдер выразил заинтересованность в разработке дополнительного сюжета для персонажа Рольфа, которого играет Гуз Хан, и подтвердил возможность выхода приквела или спин-оффа «Армии воров».

## Связанный фильм
| Фильм             | Дата выхода   | Режиссёр    | Сценарист   | Продюсер                                        |
| ----------------- | ------------- | ----------- | ----------- | ----------------------------------------------- |
| Рассвет мертвецов | 19 марта 2004 | Зак Снайдер | Джеймс Ганн | Эрик Ньюман, Марк Абрахам, Ричард П. Рубинштейн |

### «Рассвет мертвецов»(2004)
Когда в городе Милуоки, штат Висконсин начинается эпидемия зомби-вириуса, небольшая группа выживших находит укрытие в торговом центре. По мере распространения вируса по всему миру выжившие борются за то, чтобы не дать ходячим мертвецам попасть к ним в убежище. Пытаясь сохранять спокойствие, выжившие разрабатывают план побега в безопасную зону.

## Телесериал
| Сериал                                | Сезон | Эпизоды | Премьерный показ | Премьерный показ | Премьерный показ | Шоураннер(ы) |
| Сериал                                | Сезон | Эпизоды | Премьера сезона  | Финал сезона     | Сеть             | Шоураннер(ы) |
| ------------------------------------- | ----- | ------- | ---------------- | ---------------- | ---------------- | ------------ |
| Армия мертвецов: Потерянный Лас-Вегас | 1     | ТВА     | ТВА              | ТВА              | Netflix          | Джей Олива   |

### «Армия мертвецов: Потерянный Лас-Вегас»(TBA)
В сентябре 2020 года было объявлено, что сериал-приквел «Армии мертвецов» в стиле аниме под названием «Армия мертвецов: Потерянный Лас-Вегас» разрабатывается в качестве эксклюзивного стримингового релиза для Netflix. Зак Снайдер должен был снять два эпизода и стать одним из исполнительных продюсеров проекта, а Джей Олива должен был стать шоураннером и одним из режиссёров сериала.
В следующем месяце Дебора Снайдер, Уэсли Коллер, Джей Олива и Шэй Хаттен были назначены дополнительными исполнительными продюсерами. Позже Зак Снайдер заявил, что производство продлится до марта 2022 года. В июле 2021 года актриса Ана де ла Регера объявила, что записала все свои реплики для роли в сериале. Выход сериала планировался во втором квартале 2023 года.
В ноябре 2023 года Снайдер заявил, что на тот момент сериал был закрыт. Однако режиссёр подтвердил, что большая часть работы над сериалом была завершена и что однажды он может выйти на экраны. В том же интервью Снайдер заявил, что в одной из сцен команда наёмников проходит через портал и взаимодействует с межгалактическими пришельцами. Некоторые из этих персонажей появляются в другом фильме Снайдера — «Мятежная Луна: Дитя огня», что могло бы создать связь между двумя отдельными франшизами. В декабре того же года Снайдер сообщил, что работа над сериалом возобновилась, и заявил, что озвучивание каждого актёра завершено. Также, он выразил большую надежду на то, что сериал будет завершён.

## Короткометражные фильмы
| Фильм                   | Дата выхода | Режиссёр    | Сценарист                              | Продюсер                                  |
| ----------------------- | ----------- | ----------- | -------------------------------------- | ----------------------------------------- |
| Расплата                | 16 мая 2021 | Карла Браун | Зак Снайдер                            | Зак Снайдер, Дебора Снайдер, Уэсли Коллер |
| Гусман из мертвецов 420 | 4 июня 2021 | Зак Снайдер | Зак Снайдер, Шэй Хаттен, Джоби Гарольд | Зак Снайдер, Дебора Снайдер, Уэсли Коллер |

### «Расплата»(2021)
Короткометражный фильм, созданный совместно с Netflix и Снайдерами в качестве рекламной кампании для «Армии мертвецов». В короткометражке актёр Форрест Гриффин играет вымышленную версию самого себя — полицейского, который обнаруживает нелегальный уличный бойцовский ринг, где люди сражаются с зомби. Короткометражка была создана по просьбе Зака Снайдера, чтобы добавить во франшизу подпольный бойцовский клуб.

### «Гусман из мертвецов 420»(2021)
Короткометражный фильм-приквел, выпущенный в виде сборника видеороликов на YouTube, в котором персонаж Гусман охотится на зомби. Короткометражка была выпущена 4 июня 2021 года эксклюзивно на канале Netflix Film Club.

## Актёры и персонажи
В таблице перечислены персонажи, появившиеся в фильмах франшизы «Армия мертвецов».
| Персонаж            | Фильмы             | Фильмы                                              | Фильмы             | Короткометражные фильмы |
| Персонаж            | Армия мертвецов    | Армия воров                                         | Планета мертвецов  | Короткометражные фильмы |
| Персонаж            | 2021               | 2021                                                | TBA                | 2021                    |
| ------------------- | ------------------ | --------------------------------------------------- | ------------------ | ----------------------- |
| Скотт Уорд          | Дейв Батиста       | Дейв БатистаA                                       |                    |                         |
| Кейт Уорд           | Элла Пернелл       |                                                     |                    |                         |
| Мария Крус          | Ана Де ла Регера   | Ана Де ла РегераA                                   |                    |                         |
| Вандерой            | Омари Хардвик      |                                                     | Омари Хардвик      |                         |
| Марианна Петерс     | Тиг Нотаро         |                                                     |                    |                         |
| Людвиг Дитер        | Маттиас Швайгхёфер | Маттиас ШвайгхёферЛеонард ТрейдеY                   | Маттиас Швайгхёфер | Маттиас Швайгхёфер      |
| Майкл «Мики» Гусман | Рауль Кастильо     |                                                     |                    | Рауль Кастильо          |
| Чэмберс             | Саманта Ё          |                                                     |                    |                         |
| Лили                | Нора Арнезедер     |                                                     |                    |                         |
| Хантер Блай         | Хироюки Санада     | Хироюки СанадаP                                     |                    |                         |
| Мартин              | Гаррет Диллахант   |                                                     |                    |                         |
| Берт Каммингс       | Тео Росси          |                                                     |                    |                         |
| Зевс                | Ричард Ситрон      |                                                     |                    |                         |
| Королева            | Афина Перампл      |                                                     |                    |                         |
| Гвендолин           |                    | Натали ЭммануэльНанди ХадсонTДжасмина Пенья МилианY | Натали Эммануэль   |                         |
| Корина              |                    | Руби О. ФиВиолина Мария РостамиY                    | Руби О. Фи         |                         |
| Брэд Кейдж          |                    | Стюарт МартинДавид ДворскиY                         |                    |                         |
| Рольф               |                    | Гуз Хан                                             |                    |                         |
| Венсан Делакруа     |                    | Жонатан Коэн                                        |                    |                         |
| Беатрис             |                    | Ноэмиэ Накаи                                        |                    |                         |
| Ганс Вагнер         |                    | Кристиан Штейер                                     |                    |                         |

## Критика
| Фильм             | Оценка критиков     | Оценка критиков  | Оценка зрителей |
| Фильм             | Rotten Tomatoes     | Metacritic       | CinemaScore     |
| ----------------- | ------------------- | ---------------- | --------------- |
| Рассвет мертвецов | 77 % (192 рецензий) | 59 (37 рецензий) | B               |
| Армия мертвецов   | 67 % (290 рецензий) | 57 (43 рецензии) | N/A             |
| Армия воров       | 69 % (98 рецензий)  | 49 (22 рецензии) | N/A             |